# Norwegian Air International
Norwegian Air International era una compagnia aerea a basso costo irlandese, controllata al 100% da Norwegian Air Shuttle. Creata nel febbraio 2014, opera con servizio regolare in Europa. Dal 2017 offre anche servizi tra l'Europa e le destinazioni sulla costa orientale degli Stati Uniti, tra cui New York e Rhode Island.

## Flotta
Al momento della chiusura ad aprile 2021, la flotta Norwegian Air International era composta dai seguenti aerei:

### Flotta storica
Nel corso degli anni, Norwegian Air International ha operato con i seguenti modelli di aeromobili: